# (8743) Kèneke
8743 Keneke (1998 EH12) – planetoida z pasa głównego asteroid okrążająca Słońce w ciągu 7,83 lat w średniej odległości 3,94 au. Odkryta 1 marca 1998 roku.